# Септі Менде
Септі Менде (нар. 21 вересня 1986) — колишня індонезійська тенісистка.
Найвищу одиночну позицію світового рейтингу — 580 місце досягла 2 серпня 2004, парну — 391 місце — 27 червня 2005 року.
Здобула 1 одиночний та 9 парних титулів туру ITF.

## Фінали ITF (10–6)

### Одиночний розряд: 1 (1–0)
| Турніри $100,000 |
| Турніри $75,000  |
| Турніри $50,000  |
| Турніри $25,000  |
| Турніри $10,000  |

| Результат | #  | Дата              | Турнір            | Покриття | Суперниця | Рахунок  |
| Перемога  | 1. | 16 листопада 2003 | Маніла, Філіппіни | Ґрунт    | Yoo Mi    | 6–4, 6–0 |

| Турніри $100,000 |
| Турніри $75,000  |
| Турніри $50,000  |
| Турніри $25,000  |
| Турніри $10,000  |

| Результат | Ранг | Дата              | Турнір                     | Покриття | Партнерка           | Суперниці                              | Рахунок                 |
| --------- | ---- | ----------------- | -------------------------- | -------- | ------------------- | -------------------------------------- | ----------------------- |
| Поразка   | 1.   | 4 травня 2003     | Джакарта, Індонезія        | Ґрунт    | Санді Гумуля        | Чжуан Цзяжун Хванг І-Хсюань            | 4–6, 3–6                |
| Перемога  | 1.   | 5 жовтня 2003     | Джакарта, Індонезія        | Тверде   | Maya Rosa           | Вілаван Чомптанґ Шруті Дгаван          | 7–6(8–6), 6–4           |
| Перемога  | 2.   | 2 травня 2004     | Джакарта, Індонезія        | Тверде   | Вукірасіх Савондарі | Куміко Їдзіма Марі Іноуе               | 6–2, 6–3                |
| Перемога  | 3.   | 9 травня 2004     | Джакарта, Індонезія        | Тверде   | Вукірасіх Савондарі | Ліза Андріяні Тасша Вітаявірой         | 6–4, 6–3                |
| Перемога  | 4.   | 27 вересня 2004   | Балікпапан, Індонезія      | Тверде   | Аю Фані Дамаянті    | Санді Гумуля Пічіттра Тхонґдач         | 6–2, 6–2                |
| Перемога  | 5.   | 1 листопада 2004  | Маніла, Філіппіни          | Тверде   | Аю Фані Дамаянті    | Kim Hae-sung Lee Ye-ra                 | 7–6(7–2), 1–6, 6–0      |
| Поразка   | 2.   | 8 листопада 2004  | Маніла, Філіппіни          | Тверде   | Аю Фані Дамаянті    | Prim Buaklee Нудніда Луангам           | w/o                     |
| Перемога  | 6.   | 13 грудня 2004    | Джакарта, Індонезія        | Тверде   | Аю Фані Дамаянті    | Yoo Mi Юлія Єфремова                   | 4–6, 6–0, 7–5           |
| Поразка   | 3.   | 4 квітня 2005     | Ухань, КНР                 | Тверде   | Аю Фані Дамаянті    | Цзи Чуньмей Юй Дань                    | 2–6, 4–6                |
| Поразка   | 4.   | 12 квітня 2005    | Чанша, КНР                 | Тверде   | Аю Фані Дамаянті    | Ян Шуцзін Юй Їн                        | 1–6, 7–6(7–5), 2–6      |
| Перемога  | 7.   | 25 квітня 2005    | Джакарта, Індонезія        | Тверде   | Аю Фані Дамаянті    | Orawan Lamangthong Вукірасіх Савондарі | 6–1, 6–3                |
| Перемога  | 8.   | 2 травня 2006     | Джакарта, Індонезія        | Тверде   | Аю Фані Дамаянті    | Хуан Лей Сє Яньцзе                     | 6–4, 6–4                |
| Поразка   | 5.   | 13 травня 2006    | Таракан (місто), Індонезія | Тверде   | Санді Гумуля        | Xia Huan Сюй Їфань                     | 2–6, 7–6(7–3), 6–7(5–7) |
| Перемога  | 9.   | 16 травня 2007    | Балікпапан, Індонезія      | Тверде   | Вукірасіх Савондарі | Лавінія Тананта Вів'єн Сілфані-Тоні    | 3–6, 6–3, 6–4           |
| Поразка   | 6.   | 12 листопада 2007 | Маніла, Філіппіни          | Тверде   | Аю Фані Дамаянті    | Чень Ї Као Шао-юань                    | 3–6, 5–7                |